# Athyrium
Athyrium is een geslacht van varens uit de wijfjesvarenfamilie (Athyriaceae), waarvan er twee in van nature in Europa voorkomen. De wijfjesvaren (Athyrium filix-femina) is in België en Nederland een van de meest voorkomende varens.

## Kenmerken
De meeste Athyriums zijn overblijvende terrestrische geofyten, die overwinteren met korte, kruipende of opstijgende rizomen. Enkele tropische soorten, zoals Athyrium oosorum, komen voor als boomvarens van meerdere meters hoog.
De fertiele en steriele bladen zijn gelijkvormig, lancetvormig tot elliptisch van vorm, meestal lichtgroen en één- tot drievoudig gespleten of gedeeld, naar de top toe minder. De bladsteel omvat twee vaatbundels die naar de top tot samensmelten tot één U- of sikkelvormige bundel.
De sporenhoopjes liggen in enkelvoudige rijen tussen de nerven en de bladrand aan de onderzijde van het blad. Ze zijn meestal lang-ovaal of komma-, haak- of hoefijzervormig gebogen en worden in de regel afgesloten door een dekvliesje met dezelfde vorm, opgehangen aan een zijdelings bevestigd scharnier. Het dekvliesje blijft meestal aanwezig tot de sporen rijp zijn. De vorm van de sporenhoopjes en de aanwezigheid van een dekvliesje zijn kenmerken waardoor het geslacht kan onderscheiden worden van de streepvarens en de niervarens.

## Habitat en verspreiding
Athyrium zijn overwegend terrestrische varens uit subtropische en tropische streken. Ze zijn wijd verspreid over het noordelijk halfrond, vooral in China, met bijna 130 soorten, en over de rest van Azië. Ook in Afrika en Madagaskar komen meerdere soorten voor, en verder nog enkele in het Neotropische gebied (de beide Amerika's) en in Europa.

## Taxonomie
Het geslacht wordt soms ook tot de Woodsiaceae gerekend.

### Europese soorten
In Europa komen van nature twee soorten voor, waarvan de Wijfjesvaren (Athyrium filix-femina) de enige en tevens een van de meest algemene soorten in België en Nederland, is. In Europese hooggebergtes komt ook Athyrium distentifolium voor.
Verder wordt in gematigde streken de Japanse regenboogvaren (Athyrium niponicum var. Pictum) vaak als sierplant aangeplant, en kan mogelijk ook verwilderd worden aangetroffen.

### Soorten
| - Athyrium adpressum - Athyrium alpestre - Athyrium anisopterum - Athyrium araiostegioides - Athyrium arisanense - Athyrium asplenioides - Athyrium atkinsonii - Athyrium attenuatum - Athyrium auriculatum - Athyrium austro-orientale - Athyrium austro-yunnanense - Athyrium biseralatum - Athyrium bomicola - Athyrium brevifrons - Athyrium brevisorum - Athyrium bucahwangense - Athyrium caudipinna - Athyrium chingianum - Athyrium christensenii - Athyrium clarkei - Athyrium clivicola - Athyrium criticum - Athyrium cryptogrammoides - Athyrium delavayi - Athyrium delicatulum - Athyrium densisorum - Athyrium dentilobum - Athyrium devolii - Athyrium dissitifolium - Athyrium distentifolium - Athyrium drepanopterum - Athyrium dubium - Athyrium duthiei - Athyrium epirachis - Athyrium erithrocaulon - Athyrium erythropodum | - Athyrium fallaciosum - Athyrium fangii - Athyrium filix-femina - Athyrium fimbriatum - Athyrium fissum - Athyrium flabellulatum - Athyrium flavicoma - Athyrium flexile - Athyrium fragile - Athyrium fujianense - Athyrium giganteum - Athyrium goeringianum - Athyrium guangnanense - Athyrium himalaicum - Athyrium hirtirachis - Athyrium huhsienense - Athyrium imbricatum - Athyrium iseanum - Athyrium kanghsienense - Athyrium kenzo-satakei - Athyrium kuratae - Athyrium leiopodum - Athyrium liangwangshanicum - Athyrium mackinnonii - Athyrium macrocarpum - Athyrium medogense - Athyrium melanolepis - Athyrium mengtzeense - Athyrium multidentatum - Athyrium nakanoi - Athyrium nephrodioides - Athyrium nigripes - Athyrium niponicum - Athyrium nyalamense - Athyrium oppositipinnum - Athyrium otophorum | - Athyrium pachyphlebium - Athyrium pachyphyllum - Athyrium pachysorum - Athyrium parapellucidum - Athyrium pectinatum - Athyrium pellucidum - Athyrium pseudo-filix-femina - Athyrium pubicostatum - Athyrium rachidosorum - Athyrium reflexipinnum - Athyrium roseum - Athyrium rotundilobum - Athyrium rubripes - Athyrium rupicola - Athyrium sessile - Athyrium sikkimense - Athyrium silvicolum - Athyrium sinense - Athyrium stenopodum - Athyrium strigillosum - Athyrium submacrocarpum - Athyrium subrigescens - Athyrium supraspinescens - Athyrium tenuicaule - Athyrium tenuifolium - Athyrium tibeticum - Athyrium tozanense - Athyrium vidalii - Athyrium tripinnatum - Athyrium viviparum - Athyrium wallichianum - Athyrium wardii - Athyrium wuliangshanense - Athyrium yokoscense - Athyrium yui - Athyrium yunnanense |

Anisocampium (incl. Kuniwatsukia) · Athyrium (incl. Pseudocystopteris) · Cornopteris · Deparia · Diplazium
... · A. distentifolium · A. filix-femina (wijfjesvaren) · A. flexile · A. niponicum · ...